# 堀越暢冶
もしかして
- 堀越暢治

ではありませんか？